# Walter Baier
Walter Baier (Vienna, 9 febbraio 1954) è un politico austriaco del Partito Comunista d'Austria (KPÖ), di cui è stato presidente federale dal 1994 al 2006. È il leader del Partito della Sinistra Europea dal dicembre 2022 e il candidato principale del partito per la Commissione europea alle elezioni del 2024.

## Biografia
Nato a Vienna, Baier è figlio di un comunista sepolto nel campo di concentramento di Dachau. Tuttavia Baier non aderì al comunismo fino all'età adulta. Fu presidente federale del KPÖ dal 1994 al 2006.
Nell'ottobre 2004 Baier cedette l'Ernst-Kirchweger-Haus, un edificio viennese di proprietà del partito e affittato a gruppi comunali, per un affitto simbolico di uno scellino austriaco all'anno. La gestione dell'edificio costava 17.000 euro l'anno. Ricevette perciò critiche da alcuni membri della sinistra austriaca, tra cui la vincitrice del Premio Nobel per la letteratura Elfriede Jelinek. Le critiche si intensificarono quando si scoprì che l'acquirente era una società immobiliare il cui direttore condivideva un nome e forse un indirizzo con un uomo doxato come neonazista nel 1977. L'edificio prende il nome da un comunista austriaco assassinato dai nazisti.
Nel 2009, una causa contro Baier da parte dello scrittore di politica di estrema destra Wolfgang Purtscheller fu respinta dal Tribunale commerciale di Vienna. Purtscheller aveva dichiarato in un'intervista a Der Standard che i tre principali partiti austriaci dopo la seconda guerra mondiale, tra cui il KPÖ, avevano unità specializzate per ex-nazisti. Nella sua storia del partito, Baier definì l'affermazione di Purtscheller una distorsione della storia, cosa a cui Purtscheller rispose intentando una causa per vietare la vendita del libro di Baier. La corte respinse la causa citando la libertà di parola di Baier.
Nel 2011, Baier fu uno dei quattro atei invitati da Papa Benedetto XVI al vertice interreligioso ad Assisi, in Italia. Gli altri erano Guillermo Hurtado, Julia Kristeva e Remo Bodei.
Baier venne eletto leader del Partito della Sinistra Europea nel dicembre 2022. Nel suo primo discorso, chiese il ritiro della Russia dall’Ucraina e la fine della guerra attraverso i negoziati. Si espresse inoltre per l’antirazzismo, il femminismo e l’azione per il clima. Baier venne eletto senza opposizione come candidato principale del partito alle elezioni del Parlamento europeo del 2024, avendo come obiettivo l'elezione alla Commissione europea, senza essere inserito in alcuna lista elettorale per il Parlamento europeo.